# Neoperiboeum villosulum
Neoperiboeum villosulum là một loài bọ cánh cứng trong họ Cerambycidae.